# Personaggi di Rat-Man
Questa voce include un elenco e una descrizione dei personaggi della serie a fumetti Rat-Man di Leo Ortolani.
Per quei personaggi la cui descrizione abbia una particolare estensione è presente un rimando alla voce principale corrispondente.

## Alleati e amici di Rat-Man

### Padre Angelini
Padre Angelini è il prete della Città Senza Nome. Ha sposato Brakko e Clara, e confessa spesso sia Brakko che Rat-Man.
È ispirato al sacerdote che ha sposato Ortolani con sua moglie, e che negli anni ha rappresentato un punto di riferimento importante per i dubbi religiosi di Ortolani.

### Arcibaldo
Arcibaldo è il fedele maggiordomo di Rat-Man (o meglio, del suo alter ego milionario), nonché l'unico a conoscerne la vera identità.

### Tadeus Brakko
Tadeus Brakko è un poliziotto ed è il miglior amico di Rat-Man; i due si conoscono quando appare per la prima volta La Gatta.

### Tadeus Brakko Jr.
Tadeus Brakko Jr. è il figlio di Brakko, o più probabilmente del postino, e Clara. Viene narrata la sua nascita nella storia Il primogenito! e successivamente viene cresciuto ascoltando le storie di supereroi da Rat-Man.

### Clara Clain
Clara Clain è la moglie bella e infedele di Brakko, comparsa per la prima volta nella storia Dimenticati dal tempo! (in fotografia) o nella storia La sentinella (come personaggio attivo).
Ama suo marito, ma proprio non riesce a essergli fedele: avrà mille relazioni con altrettanti amanti, tra cui anche colleghi di Brakko, e persino un figlio - il piccolo Tadeus Junior - avuto dal portalettere; il marito, nonostante i medici gli avessero detto che era sterile, non avrà quasi mai dei sospetti sulla propria paternità, o sui tradimenti della moglie.
Nel finale della storia Clara, che inizialmente aveva abbandonato Tadeus, decide di arrivare in suo soccorso: in una città devastata e dominata dall'Ombra, Clara si ricicla nella "Dama", la seducente e capace comandante di un esercito formato dai propri numerosi amanti, che mette a disposizione di Brakko per lo scontro finale.
Nonostante i suoi tentativi di riunirsi al marito, la sua natura licenziosa ha la meglio, ed i due decidono di separarsi sia pur restando in buoni rapporti.
Nella serie animata Rat-Man, dove è doppiata da Alessandra Cassioli, è una giornalista ed è la fidanzata (non la moglie) di Brakko. La si vede a volte tradire (o lo si deduce) il fidanzato con altri uomini, anche se meno spesso rispetto alla controparte cartacea e in modo meno esplicito.

### Capitano Krik
Krik è il capitano della polizia della Città Senza Nome, nonché un agente della "luce".

### Doc
Doc è il medico della polizia della Città Senza Nome.
Fa la sua prima comparsa nella storia Week-end di torrone. Nella storia Dimenticati dal tempo!, ambientata in un futuro possibile, si vede come Doc muoia "di vecchiaia" cercando di disinnescare una bomba («Se la vecchiaia non mi tradisce l'ho disinnescata! Guarda!...»).
Compare anche nella serie animata di Rat-Man come personaggio ricorrente, dove è doppiato da Dante Biagioni. Nell'episodio Zero Zero Rat-Man! fornisce a Rat-Man una serie di dispositivi tecnologici per la sua missione, un omaggio al personaggio di Q del ciclo di romanzi e film di James Bond.

### Jordan
Jordan è un poliziotto alquanto stupido in forza al dipartimento di polizia della Città Senza Nome, lo si vede spesso in coppia con Brakko, con il quale condivide la mancanza di intelligenza.

### Nano
Nano (o più correttamente Senso di Nano) è un nano dall'umore burbero che viene "acquistato" da Rat-Man durante l'Esalogia di New York come nuovo superpotere, ovvero quello di avvisarlo in caso di pericoli (citazione del "senso di ragno" dell'Uomo Ragno).
Sono frequenti i battibecchi tra i due personaggi, date le continue battute di Rat-Man sulla statura di Nano e la permalosità di questi.
(Leo Ortolani)
Nano compare anche nella storia Allen del 2012, dove fa la parte del robot Oliver (l'equivalente del personaggio di David interpretato da Michael Fassbender nel film Prometheus).

### Piccettino
Piccettino è un orsacchiotto di pezza che venne regalato al piccolo Deboroh (il vero nome di Rat-Man) quando questo perse tragicamente i genitori durante una svendita in un grande magazzino.

### Thea
Thea è una stupenda ragazza e amore perduto di Rat-Man, comparsa per la prima e unica volta (ad eccezione di flashback e storie alternative) nella storia La minaccia verde!
Apparentemente figlia dello scienziato Donald Denam, aiuta Rat-Man a scappare dal laboratorio dove suo padre lo aveva rinchiuso per utilizzarlo come cavia per i suoi esperimenti. Nelle ultime pagine, Thea muore tra le braccia di Rat-Man ritornando la rosa che era prima di essere trasformata dal professor Denam (come suggerito anche dal profumo di rosa che si sentiva quando compariva). Nonostante non si veda in molti episodi, Thea lascerà un ricordo indelebile nel "Ratto" (e diventerà un personaggio molto amato dai lettori), fungendo anche da monito per molte azioni future del suo innamorato: il ricordo di Thea, ad esempio, lo salverà dalla Gatta. Altre Thea inoltre esistono in realtà alternative che Rat-Man visita durante gli eventi raccontati nella "Trilogia del Ragno": in una di tali realtà, Rat-Man scopre di essere sposato con Thea, e di aver avuto da lei una dolce bambina. Ortolani non esclude che il personaggio possa tornare anche nella continuity canonica in una storia futura.
Nell'albo Star Rats (parodia della trilogia originale di Guerre stellari) compare la principessa Theila, unione tra Thea e la Principessa Leila.
Inizialmente Ortolani pensava di chiamarla Rosalinda, ma poi cambiò idea «per non dare un indizio troppo esplicito al lettore sulla sua natura di vegetoide».
Nella corrente linea temporale Thea è rivelata essere un clone di Aima, scienziata incaricata di scoprire i veri poteri del Rat-Man e sinceramente innamorata di Rat-Man stesso. Gli eventi dell'"Incredibile Ik" sono rivelati essere una versione romanzata del reale svolgersi degli eventi: nel tentativo di limitare l'esposizione futura di Rat-Man all'Ombra, i due amanti sono stati separati e i ricordi di Rat-Man cancellati dalla mente di Aima.
Ciò nonostante, anni dopo Aima si rivela ancora viva, e madre di una figlia avuta dallo stesso Rat-Man, la Thea della corrente linea temporale, una bambina dolce e bella come la madre, ma stralunata come il padre la cui comparsa, come inizialmente previsto dai ricercatori di Altrove con Aima ed il suo clone, riaccende in Rat-Man il sentimento dell'amore (paterno, in questo caso) consentendogli di liberarsi dall'Ombra e rendersi conto che se ha una figlia dolce e bella, allora sua madre deve essere ancora viva.
Ciò si verifica, ma la Thea attuale è colma di risentimento verso Rat-Man per averla abbandonata per diciassette anni: per tale ragione riesce a legare con Janus Valker, accettandolo senza problemi come il suo caro "nonnino", ma non con Rat-Man. Proprio questo consente all'Ombra, come estremo tentativo di sopravvivere alla sconfitta, di legarsi alla giovane Thea, combattendo a morte Rat-Man sotto le sembianze di un mostruoso Topin. Vedere suo padre accettare le percosse smettendo di reagire e proclamando di meritare il disprezzo di una figlia che aveva abbandonato, e le parole di Valker che l'avevano incitata a perdonare suo padre, la spingono ad accettare finalmente Rat-Man nella sua vita, dandogli la forza di reagire e vincere.
Tempo dopo, Aima, Thea e Rat-Man sono diventati una vera famiglia: nonostante tutto, Rat-Man ancora pattuglia la Città Senza Nome, ma ora con al fianco Thea in una variante femminile del suo costume.

### Aima
Aima è la vera identità della Thea di cui era innamorato Rat-Man. Una brillante scienziata dei Laboratori Altrove, viene incaricata di trovare "Il Rat-Man", la personalità vigorosa e quasi onnipotente nascosta in Rat-Man, venendo esposta ai diversi lati della personalità di Rat-Man stesso, dai più grotteschi fino ai più dolci, come l'amore (rappresentato dall'Incredibile Ik, un "Rat-Man interiore" composto di puro amore ed amico fraterno della lussuria del supereroe).
Aima fallisce nel trovare il Rat-Man, ma si innamora perdutamente dello stralunato ma generoso eroe, incontrando l'opposizione del capitano Krik e dei suoi colleghi, che invece cercano di separare i due in modo da poter tenere Rat-Man sotto controllo nel momento in cui l'Ombra, lasciato Janus Valker, cercherà di unirsi con lui.
Aima all'inizio si lascia convincere, ma non riesce a resistere all'amore: per questo viene sequestrata dai suoi colleghi e privata dei ricordi, mentre Rat-Man viene percosso a sangue dagli uomini di Denam e convinto mediante un clone che Aima sia ancora viva (vivendo una versione "seria" degli eventi della Minaccia Verde). All'interno della sua personalità le sfaccettature del suo essere decidono (ingannate dall'Ombra) di sigillare per sempre Ik, l'amore, che convinto di aver perso Aima sta conducendo alla follia Rat-Man. Privato dell'amore, Rat-Man decide di accantonare anche il sospetto che Aima possa essere ancora viva e che la sua morte sia un inganno di Denam e cessa di cercarla, raccontando invece di aver amato una donna di nome Thea (il nome del lato della personalità di Aima che controlla l'amore) e di averla persa.
Per questo Aima trascorre 17 anni in solitudine, priva dei ricordi di Rat-Man ma crescendo la figlia avuta da lei nell'unica notte assieme, che chiama Thea, mentre nei Laboratori Altrove viene custodito un secondo suo clone, programmato per amare Rat-Man, da usare per fermare l'Ombra.
Allo scadere dei diciassette anni dalla nascita di Thea, ed i trent'anni necessari perché l'Ombra si incarni nell'eroe, il secondo clone viene liberato, e subito ucciso dall'Ombra che aveva previsto l'inganno: Walker e Krik rintracciano Aima, chiedendole di lasciar parlare Thea con Rat-Man, mentre i lati della personalità di Rat-Man, con l'aiuto dell'enigmatico Signor T. liberano Ik: Rat-Man riacquista la capacità di amare ed allontana da sé l'Ombra, ormai diventata abbastanza potente da essere una minaccia.
Temendo di non riuscire a sopravvivere, Rat-Man cerca di riallacciare i rapporti con Aima: ma Aima ormai lo considera uno sconosciuto e Thea lo disprezza: nonostante questo, ed i goffi tentativi di Rat-Man di riconquistarla, Aima pian piano si reinnamora dell'eroe, affidandogli la salvezza della loro figlia.
Dopo la vittoria finale, Aima accetta di sposare Rat-Man e costruire una famiglia con lui e Thea, ignara però che Rat-Man e Thea continuano ad agire segretamente come un duo di supereroi anche se l'era degli Eroi si è conclusa con la vittoria sull'Ombra.

## Supereroi

La Seconda Squadra Segreta: da sinistra a destra Spettro, Karpa, Fulmine, Rat-Boy e Tresh (sullo sfondo Rat-Man)

### Fulmine
Fulmine, alias Simon Donner, è uno dei bambini che compongono la "Seconda Squadra Segreta".
Insieme a Karpa, Spettro, Tresh e Nottolo, conosciuto successivamente come il Buffone, è oggetto, ancora prima di nascere, di un esperimento del dottor Abbard. Lo scienziato infatti, nel 1966, nell'ambito del "Progetto Rinascita", che ha lo scopo di creare bambini con superpoteri da utilizzare per la "Seconda Squadra Segreta", inganna cinque madri incinte, inserendo all'interno del feto al quinto mese un siero (di nome "Fattore naturale") di sua creazione, in grado di potenziare le capacità umane. Alla nascita, poi, il dottor Abbard comunica ai genitori che i loro figli sono nati morti e mantiene i bambini all'interno del progetto, creando la squadra segreta.
Fulmine è l'unico a legare col giovane Rat-Boy e ne diviene molto amico. Non vive nella Tana come Tresh e Karpa, ma si è stabilito in un appartamento sotto il falso nome di Vincent Cloe.
Viene ucciso da Nottolo che si impadronisce dei suoi occhi per poter avere così accesso alla 'Tana' e uccidere Tresh e Karpa.

### Karpa
(Rat-Man)
Karpa è una dei cinque bambini selezionati dagli scienziati del progetto "Seconda Squadra Segreta". Ingenua e credulona, è spesso oggetto degli scherzi degli altri membri del gruppo.
Quando il lupo tenta di ucciderla, viene salvata da Spettro. Una volta tornata la calma, la ritroviamo "in borghese" insieme a Tresh nella stanza di ospedale dove Spettro viene ricoverato in seguito allo scontro con il Lupo. Rinunciando alla vita da supereroina, la vediamo chiedere a Rat-Man la lettera contenente i suoi dati personali.

### Lupo

Il Lupo combatte contro l'Uomo con il costume da ragno

Lupo (disegnato da Ortolani a imitazione di Sylvester Stallone) faceva parte della "Prima Squadra Segreta" insieme a Pipistrello, Saetta, Il Ripulitore, Tròteo ed il Fantasma Azzurro. Unitosi a loro più tardi, era il membro più giovane del supergruppo. Segretamente affiliato ai Governativi (stessa organizzazione di cui fa parte il malvagio Janus Valker), collabora per eliminare gli altri membri della squadra, i quali rifiutano di essere controllati. Alla fine gli unici sopravvissuti della "Prima Squadra Segreta" sono il Lupo e il Pipistrello, dato comunque da tutti per morto.
In seguito all'attentato nella Cattedrale Abbandonata e alla creazione della "Seconda Squadra Segreta", Lupo, alias Karl Belland, ne diviene il capo, nonché istruttore dei cinque ragazzini. Il Lupo non ha remore nell'utilizzare la pistola e durante una missione uccide Boda Valker, per conto del figlio Joba, al cospetto di tutta la "Seconda Squadra Segreta". Questo episodio colpirà molto Rat-Boy e gli altri giovani membri della Squadra Segreta.
Anni dopo il Lupo e Janus Valker hanno intenzione di creare la "Terza Squadra Segreta", sotto il diretto controllo dei Governativi, in seguito ai fallimenti delle prime due squadre, ma prima vogliono "pulire il laboratorio" nell'unico modo possibile: uccidendo gli eroi. Quindi arruolano il Buffone per eliminare la "Seconda Squadra Segreta". Ucciso Fulmine, cercano di eliminare Tresh, Karpa e Rat-Boy. Grazie all'intervento di Spettro, alias Kimmy Belland, la ragazza amata da Rat-Boy e figlia del Lupo, i tre supereroi hanno salva la vita.
Lupo viene ucciso da Janus Valker in seguito al fallimento della missione contro la "Seconda Squadra Segreta".

### Pipistrello
Pipistrello (disegnato da Ortolani con le fattezze di Patrick Stewart) era il capo della Prima Squadra Segreta, formata da Lupo, Saetta, Il Ripulitore, Tròteo ed il Fantasma Azzurro. Tra le molte imprese compiute, ha salvato il giovane Krik dal bandito Precisino. In seguito all'attentato nella Cattedrale Abbandonata, costato la vita a Saetta, Ripulitore e Tròteo, rinunciò ad essere un supereroe.
Ritiratosi a vita privata, il Pipistrello dedica i suoi giorni alla scultura, per espiare gli errori commessi (che portarono alla morte dei tre membri della Prima Squadra). Il Pipistrello diviene maestro del giovane Rat-Boy, quando egli si faceva chiamare Marvel Mouse, fino a trasformarlo in Rat-Man. Da parte sua, Rat-Man infonde nuova speranza nel vecchio maestro, che decide di indossare nuovamente il costume del Pipistrello.
Il Pipistrello verrà poi ucciso dal Guardiano, un robot programmato da Valker e dagli scienziati suoi sottoposti per eliminare qualunque supereroe; in seguito a ciò Rat-Man erediterà la villa in cui da giovane veniva educato dal suo maestro, e anche la società di cui era a capo, la Fuffa Corporation, diventando un industriale miliardario così come è apparso a inizio della serie.

### Spettro
Spettro è un componente della Seconda Squadra Segreta.
Odia profondamente il Rat-Boy e continua ad avere un atteggiamento ostile nei suoi confronti fino allo scontro finale con il Lupo, dove, cadendo a terra ferito, perde la maschera e rivela di essere una ragazza, per la precisione Kimmy.
Kimmy Belland, ragazza amata dal Rat-Boy e da lui mai dimenticata, è figlia di Karl Belland, il Lupo, da lui inserita nel progetto della "Seconda Squadra Segreta". Dopo avere assecondato i loschi piani del padre per anni, quando il Lupo sta per uccidere Rat-Man, Kimmy trova la forza di ribellarsi salvando così l'eroe dalla furia del Lupo.
Durante la felice riunione della ex-Seconda Squadra Segreta nella stanza di ospedale dove è ricoverata, fa l'ingresso Joseph, ciclista e suo aitante fidanzato, che non manca di suscitare la gelosia del Ratto. Il Ratto, sportivamente, augura loro tutto il bene di questo mondo e, fuori dall'ospedale, smonta la bici a Joseph.
Sedici anni dopo, Rat-Man la reincontra alla festa d'addio dell'uomo mosca. Lei gli rivela che, abbandonata la vita della supereroina, avrebbe voluto farsi una famiglia, ma aveva scoperto di essere sterile a causa degli esperimenti di Abbard e per questo Joseph l'aveva lasciata.

### Tòpin

Tòpin nella copertina di un numero della "Trilogia Criminale"

Tòpin è stata la prima spalla di Rat-Man, comparso nella prima storia, Le sconvolgenti origini del Rat-Man, inserito dall'autore perché gli sembrava divertente l'idea che un adulto potesse mettere in pericolo un ragazzino facendosi aiutare nella lotta contro il crimine.
Questo ragazzo uccise i suoi genitori perché visto che altri supereroi erano orfani pensava di diventare anche lui un eroe. Viene rapito dal nemico giurato di Rat-Man, il Buffone, il quale però fa un madornale quanto demenziale errore: chiede il riscatto ai genitori. Rat-Man riesce a salvare il ragazzo (pagando lui il riscatto oltretutto, dopo aver sconfitto gli sgherri del Buffone), e in gesto di gratitudine il ragazzo diventa la sua spalla con il nome di Tòpin. Il ragazzo però non solo rende difficili le imprese del ratto ma crea un equivoco con la stampa trasformando l'accoppiata Rat-Man-Tòpin in una coppia omosessuale (rimandando ad un'accusa mossa, soprattutto negli anni cinquanta e sessanta, da alcuni critici verso la ben più famosa coppia dei fumetti Batman e Robin).
Topin abbandonerà Rat-Man successivamente e durante il ritrovo dei membri della seconda Squadra Segreta a cui Rat-Man parteciperà, si scoprirà che Tòpin è diventato allievo di quel Buffone che lo aveva rapito anni prima, prendendo il nome "Pagliaccio". Successivamente si vede dentro l'automobile di Valker, vestito come lui, pronto a diventare suo seguace.
Il personaggio non compare più nelle storie fino al 2012, nella cosiddetta "Trilogia Criminale", ambientata tre anni dopo l'ultima apparizione e in cui Tòpin è ancora il seguace di Valker. Mentre Valker perfeziona una nuova tecnologia in grado di modificare il continuum temporale, cancellando gli eroi, Tòpin sembra apparentemente tradire Valker, venendo sospettato di aver assunto il crudele serial killer Reegar per uccidere il suo nuovo mentore, ed assume tratti sempre più simili al Valker posseduto dall'Ombra, come la capacità di muoversi non visto tra le ombre, un carattere tetro e crudele ed una crescente attrazione verso il potere dell'Ombra. A tal fine, catturato un clone di Rat-Man per Valker, gli propone di modificare il suo piano originale: laddove Valker avrebbe voluto usare il tracciato mentale di Rat-Man per cancellare la Luce degli eroi dal mondo, Tòpin gli propone di sacrificare invece Kalissa, la sua ex-moglie, per scatenare l'Ombra nel passato.
Ortolani ha definito Tòpin come probabilmente il personaggio «più sottovalutato e sottoutilizzato» del mondo di Rat-Man.
Nella decalogia finale Tòpin viene rivelato essere una delle incarnazioni dell'Ombra, che sta usando le buffe sembianze di un ragazzino-spalla sempre al fianco del suo Eroe per continuare a perseguitare Rat-Man fino al momento in cui potrà fondersi con lui: come ultimo atto da Tòpin, quando gli uomini di Altrove massacrano di botte Rat-Man e gli portano via Aima gli concede parte del suo potere per guarire dalle gravi ferite riportate. Rat-Man accetta, ma nel farlo si spoglia della capacità di amare allontanandosi anche dal ricordo di Aima, diventando vulnerabile all'Ombra stessa.
Tòpin scompare così dalle vicende, riassumendo i panni dell'Ombra, fino a quando non viene a scoprire dell'esistenza di Thea, figlia di Aima e Rat-Man: all'inizio, sempre nei panni del "Rat-Man", l'alter ego possente e muscoloso di Rat-Man cerca di uccidere la giovane donna per evitare che Rat-Man possa usare il sentimento di un padre verso la figlia per ritrovare la sua capacità di amare. In seguito, sconfitto, riappare nei panni di un Tòpin dall'aspetto malvagio e corrotto per sfidare Rat-Man un'ultima volta sotto lo sguardo di Thea, con l'obiettivo di accrescere in lei la rabbia per essere stata abbandonata ed ignorata dal suo stesso padre per 17 anni, renderla partecipe della morte del padre e poi ricominciare il ciclo seguendola per trent'anni fino al momento di incarnarsi in lei. Il piano di Tòpin fallisce quando Thea decide di perdonare il padre, dandogli la forza del "Rat-Man" per sconfiggere Tòpin.
Anche così Tòpin continua a resistere, e sotto le sembianze di un uomo nudo, deforme, con le orecchie da topo del costume e spezzato, continua a prendersi beffe di Rat-Man, dichiarando di poter ancora tornare e che non esiste nessuno in grado di ucciderlo ed addossarsi il peso dei suoi peccati: a questo punto Valker appare per dargli il colpo di grazia, ponendo fine a Tòpin per sempre.

### Tresh
Tresh è uno dei bambini selezionati per la Seconda Squadra Segreta.
La sua fragile psiche è sconvolta dal crudo omicidio di Boda da parte del Lupo. Da allora Tresh ha lasciato che la sporcizia si accumulasse sul suo costume fino a renderlo somigliante in tutto e per tutto ad un mucchio di spazzatura ambulante, per sottolineare la "sporcizia" morale dei supereroi del suo tempo.
(Tresh, Il ritorno!)
Molto amico di Karpa, rinuncia anch'egli alla sua vita da supereroe chiedendo la lettera con i suoi dati personali al Rat-Man, tuttavia è incapace di adattarsi nuovamente ad una vita normale con la sua vecchia famiglia (e di lavarsi), per cui dopo un lasso di tempo imprecisato ritorna a indossare il costume e a vivere in strada. Aiuterà Rat-Man a gestire la scuola dei "Nuovi Eroi".

## Nemici

### L'Ombra
L'ombra è una misteriosa e potente entità maligna.

### Boda Valker
Boda Valker è il padre di Joba e Janus Valker, apparso per la prima volta nella storia La squadra segreta appartenente alla "Trilogia del Ritorno".
Affiliato all'Ombra, era a capo del progetto governativo che mirava al controllo della Squadra Segreta; era stato inoltre l'ideatore della Seconda Squadra Segreta.
Quando Janus è ancora bambino, la polizia cerca di catturarlo. Per salvare il figlio dall'Ombra che è venuto a prendere l'uomo, gli dona gli occhiali dell'Ombra. Il bambino però, spinto dalla curiosità, torna indietro dal padre e vedendo parte del potere dell'Ombra si trasforma in un albino, instillandosi il germe malefico dell'Ombra in lui.
Viene ucciso dal Lupo durante una missione della Seconda Squadra Segreta, dietro ordine di Joba, anch'egli seguace dell'Ombra. Muore poiché abbandonato dall'Ombra, probabilmente a causa dei suoi insuccessi.

### Il Buffone
Il Buffone è il primo nemico che compare nella serie di Rat-Man, e se Rat-Man è nato come una parodia di Batman (il Bat-Man cinematografico in particolare, uscito quello stesso anno), non è sorprendente che il primo criminale incontrato sia una parodia della più grande nemesi del Cavaliere Oscuro, il Joker (non a caso presente anch'egli nel film di Tim Burton). Fisicamente, tuttavia, assomiglia più al Jester della Marvel Comics.
Dopo aver rapito un bambino per chiedere un riscatto ai genitori (nonostante il bambino fosse orfano), il Buffone viene scoperto da Rat-Man che riesce a liberare il bambino (pagando lui il riscatto nonostante avesse già sconfitto gli uomini del Buffone), il quale diventerà Tòpin, suo fedele braccio destro. Nella trilogia della Squadra Segreta il Buffone si allea con Valker e con il Lupo per eliminare i vecchi membri della Squadra Segreta e poterne formare una nuova, agli ordini del governo. Riesce a uccidere Fulmine e dopo aver convinto Tòpin a passare dalla sua parte, il Buffone si cimenta in una lotta finale contro Rat-Man terminata con la distruzione della Cattedrale in cui si trovavano (lo stato attuale del Buffone è quindi ignoto). Si scopre però che il Buffone originariamente avrebbe dovuto far parte della Squadra Segreta nei panni di Nottolo, prima di essere escluso sotto pressione di Valker per fare posto a Rat-Boy (poi diventato Rat-Man) per difenderlo dall'Ombra.
Il personaggio compare anche nella serie animata di Rat-Man nell'episodio Il mortale Buffone: in questa storia si scopre che nel test per diventare supereroe della Città Senza Nome Rat-Man ha scambiato il foglio suo con quello del Buffone, che così non è potuto diventare supereroe (ed è anzi stato esiliato dalla città); torna dunque in città per vendicarsi di Rat-Man e di tutta la cittadinanza, facendo cadere sopra l'intera città una torta gigante che, caso del destino, cadrà su sé stesso.

### La Gatta
La Gatta è una donna bella e sensuale che uccide gli uomini dopo averli sedotti.
Nella sua prima apparizione Rat-Man e Tadeus Brakko cercano di catturarla, col solo risultato che Rat-Man viene rapito proprio dalla Gatta. Alla fine dell'episodio, si scopre che la Gatta non è una semplice donna ma una sorta di creatura sovrannaturale; solo l'intervento di un corpo speciale della polizia, quello dei misteriosi "Guardiani", permette di metterla in sicurezza.
Successivamente è stata protagonista di un calendario a lei dedicato nel 2001, un "calendalbo" in bianco e nero dipinto uscito solo nelle fumetterie che conteneva anche la storia Trappola seducente, prologo della "Trilogia della Gatta". In occasione di quella trilogia, Rat-Man, che a causa della sua ossessione per la pornografia sembra avere dimenticato Thea, il suo unico amore scomparso, cade nella trappola della Gatta, che cattura gli uomini tramite il calendario che la raffigura. Si scopre, inoltre, che la Gatta è l'incarnazione del desiderio, e viene combattuta dagli uomini dai tempi degli egiziani, quando era chiamata Sekhmet («I dieci comandamenti furono creati per proteggerci da lei»). Ratty riuscirà a sfuggirle solamente grazie al ricordo di Thea, che continua ad albergare nel suo cuore, e a Cinzia, l'unico "uomo" che la Gatta non può sedurre, e che riesce senza troppi problemi ad eliminarla.
È comparsa inoltre in un episodio della serie animata di Rat-Man (La Gatta), dove è doppiata da Monica Ward.
Il personaggio ha vinto nel 2002 il Premio INCA per il "miglior personaggio femminile non protagonista".

### Il Guardiano
Il Guardiano è un robot gigante al servizio dell'Ombra, incaricato di uccidere i supereroi rintracciandone i tracciati mentali. Anche il Pipistrello è tra le sue vittime.
Fa la sua prima apparizione nella storia L'allievo appartenente alla cosiddetta "Quadrilogia del Supereroe". Viene distrutto in occasione del ritorno di Rat-Man da un calcio volante di Chuck Norris.

### Joba
Joba è il figlio di Boda e fratello di Janus Valker.
Venne creato originariamente per la miniserie Morgan: La Sacra Ruota di Ortolani e Ade Capone per dare «un tocco di follia e malvagità»; successivamente la serie di Morgan non poté più continuare, e allora Ortolani decise di riprendere il personaggio nell'universo ratmaniano inserendola nell'"Esalogia delle origini" e dando qualche informazione sulle sue origini. Nel tentativo di essere il prossimo contenitore dell'Ombra, muore combattendo contro suo fratello.

### Il Ragno

Il Ragno viene contrastato da Rat-Man

Il Ragno è uno dei primi nemici di Rat-Man, essendo comparso in Rat-Man n. 1 (novembre 1995), e usato da Ortolani come rappresentazione delle iniziative commerciali delle case editrici di quel periodo, in particolare la Marvel, volte a sfruttare la moda delle variant cover per spingere i lettori a comprare più copie degli stessi fumetti.
La sua storia è un rovesciamento di quella dell'Uomo Ragno: ad Altrove, i laboratori segreti degli Uomini Ombra, uno scienziato viene colpito da un raggio radioattivo letale; cadendo a terra, morde un ragno (proveniente da un'altra dimensione) causandone una misteriosa mutazione genetica, a seguito della quale il ragno inizia gradualmente ad acquisire caratteristiche umane: egoismo, avidità, spietatezza. Le attività criminali del Ragno sono truffe, speculazioni, e altre "bassezze". Una sua caratteristica peculiare è la sua ignoranza nell'uso dei congiuntivi, che puntualmente sbaglia quando viene il momento di inserirli in un discorso.
Il Ragno diventa uno spietato e ricchissimo editore, capace di pubblicare la sua stessa storia a fumetti in 27 versioni diverse (di cui una con la copertina in teflon) per fare soldi alle spalle dei lettori più ingenui. Il mondo editoriale gli si rivolta contro, e il Ragno si rifugia in un condominio abbandonato; Rat-Man interviene per catturarlo, ma gli salva la vita quando Valker, leader degli Uomini Ombra, invia un emissario, il Redactor ad ucciderli entrambi. Rat-Man comunque riuscirà a sconfiggere il mostro di Valker, che però si autodistruggerà facendo perdere le tracce del Ragno («classico trucco per poter riutilizzare il personaggio in futuro», ammetterà successivamente Ortolani).
Alcuni anni più tardi, il Ragno rapisce Brakko (trasformandolo temporaneamente nel terribile Cover-Man) per tendere una trappola a Rat-Man, che viene aiutato da due componenti di un "gruppo di eroi composto da quattro elementi" alla ricerca di un'anomalia temporale. Il tutto si rivelerà un paradosso temporale, essendo la loro stessa ricerca la causa del passaggio dimensionale del Ragno, che si rivelerà essere l'anomalia cercata, ovvero il Ragno di un universo alternativo. Gli eroi però, tornati al momento dello scontro tra il Redactor e il Ragno, riusciranno a far materializzare tutti i Valker delle altre dimensioni in Valker stesso grazie ad un malfunzionamento del Sincrodisco usato per i viaggi dimensionali, uccidendolo (o così Ortolani induce a credere; Valker infatti non muore, essendo quella solo una realtà alternativa, riscritta grazie al ritorno del Ragno alternativo nel suo universo). I quattro viaggiatori dimensionali potranno infine tornare alla loro dimensione originale.
Il Ragno diventerà il capo di una sorta di associazione/loggia massonica che ha portato al successo tutti i famosi supereroi che (invece di salvare la gente) hanno imparato a fare i film per diventare delle vere icone portando al massimo il proprio successo. Rat-Man entrerà nell'associazione per scoprire chi avesse rovinato il suo amico eroe Il Cacciatore, intossicato dal successo, finendo però per rimanere tentato e corrotto dalle lusinghe del successo. Non verrà però morso dal Ragno (simbolo del successo) grazie all'intervento dell'amico Cacciatore e della polizia, che cattureranno il Ragno in modo che non possa più nuocere a nessuno.
Il Ragno ha un cameo nel finale, nel quale compare come fotografo al matrimonio di Rat-Man, ironicamente chiedendo agli invitati se gradiscono ricevere "27 copie della foto".
Il Ragno compare anche nella storia immaginaria Il Signore dei Ratti come parodia di Shelob.

## Scienziati di Altrove

### Professor August Abbard
Il dottor August Abbard è uno degli scienziati dediti al progetto ed alla creazione della "Seconda Squadra Segreta", un gruppo di supereroi uniti al fine di sventare la criminalità. Abbard inizierà ad utilizzare un siero (di nome "Fattore naturale") di sua creazione al fine di creare bambini con superpoteri ma la cosa si rivelerà fallimentare e creerà solo disadattati sociali. Abbard decide così di impiegare i bambini orfani come membri della Seconda Squadra Segreta, allenandoli fin dalla tenera età.
Janus Valker costringerà poi Abbard ad inserire un bambino al posto di un altro già inserito nella squadra con il nome di Nottolo (che vagherà negli anni successivi con il nome di Buffone): il bambino è Deboroh La Roccia e verrà chiamato con il nome di Rat-Boy (il futuro Rat-Man). A guidare la Seconda Squadra Segreta ci sarà Lupo, l'unico membro della prima scampato allo sterminio.
Resosi conto della malvagità del progetto e dei loschi piani del Lupo, pochi giorni prima dell'uccisione di Fulmine spedisce le lettere con i dati personali dei cinque supereroi per essere ucciso da dei sicari del Buffone (Nottolo).

### Dottor Donald Denam

Il dottor Denam

Il Dottor Donald Denam faceva parte, insieme a Kalissa, Janus Valker, Abbard, Pujanof, Patovic, Fijördo e Mung, del gruppo di ricercatori che seguivano la Seconda Squadra Segreta. Distaccatosi dal gruppo per continuare le sue ricerche sul mondo vegetale nel centro di ricerche biologiche Genesis e costruire un futuro migliore, venti anni dopo Denam riesce a creare i vegetoidi: creature viventi formate unendo frutta e verdura al misterioso "fluido". Oltre ai molti vegetoidi schiavi, Denam crea anche due vegetoidi superiori, che considera figli: Primus e Thea. Denam raccoglie Rat-Man, ferito gravemente, su richiesta di Thea e con l'intenzione di usarlo per un esperimento. Thea riesce a salvare Rat-Man quando Primus, vegetoide imperfetto dotato di un corpo informe, evade dalla sua prigione per distruggere il "padre". Durante la fuga di Thea e Rat-Man dal laboratorio, Denam è ucciso da Primus.
Il personaggio compare poi nei racconti del passato di Rat-Man o in storie ambientate in universi alternativi, come la Trilogia del Ragno o la Trilogia Criminale. In quest'ultima, nella nuova linea temporale creata dagli esperimenti di alterazione del tempo di Janus Valker, Donald Denam è apparentemente ancora vivo; il suo braccio destro, contorto e deforme, lascia però il dubbio che abbia sperimentato su se stesso la creazione dei vegetoidi, o che sia egli stesso un vegetoide con le sembianze del "vero" Denam. Ortolani non esclude comunque che il personaggio possa tornare anche nella continuity canonica in una storia futura.
Nella Decalogia finale gli eventi della Minaccia Verde vengono rivelati essere una versione romanzata diffusa da Rat-Man stesso dei reali eventi: "Thea" in realtà è Aima, brillante scienziata di Altrove incaricata di studiare i veri poteri di Rat-Man, che chiede l'aiuto dei suoi colleghi, tra cui Denam. Gli scienziati di Altrove decidono di separare Aima e Rat-Man: Aima viene rapita e privata dei ricordi, Rat-Man percosso gravemente (si salva dall'invalidità solo grazie all'interessato aiuto dell'Ombra stessa) e tratto in inganno da un clone instabile di Aima detenuto nei laboratori Genesis per lo scopo di simulare la morte di Aima stessa e convincere Rat-Man a cessare le ricerche. Il piano funziona, ed è lo stesso Rat-Man a diffondere la versione romanzata degli eventi narrata ne "La Minaccia Verde".
Ha inoltre affermato di aver preso come spunto per la realizzazione del personaggio l'attore britannico Donald Pleasence per quanto riguarda l'aspetto e il nome di battesimo, e il personaggio di Carl Denham dal film King Kong del 1933 per il cognome.

### Jorgesson
Giovane e promettente scienziato di Altrove, è il braccio destro di Janus Valker, lo aiuta in tutto e lo vede come una sorta di maestro, al punto di fare qualsiasi cosa per lui (ad esempio farsi estrarre un dente al posto suo) e di sacrificarsi per evitare che egli venga colpito nella lotta contro Joba (proprio in questa occasione perde il braccio sinistro).
Fa la sua prima apparizione nella storia L'allievo appartenente alla cosiddetta "Quadrilogia del Supereroe".

### Kalissa

Kalissa sulla copertina di un numero della "Trilogia del Clone"

La dottoressa Kalissa è la bella moglie di Janus Valker, disegnata da Ortolani con le fattezze di Cher, che fa la sua prima apparizione nella "Trilogia del clone".
Come Janus, anche Kalissa è un membro della squadra di scienziati dietro al progetto della Seconda Squadra Segreta (anche detto "progetto Rinascita", di cui inizialmente fanno parte i piccoli Nottolo, Tresh, Karpa, Fulmine e Spettro), che prevede la somministrazione di un fluido chiamato "Fattore naturale" a cinque feti di cinque mesi selezionati all'insaputa dei genitori e poi sottratti loro alla nascita, per essere inseriti nella Seconda Squadra Segreta. Solamente dopo l'inserimento del Rat-Boy (il futuro Rat-Man) nella Squadra in seguito alla sospetta espulsione di Nottolo ad opera di Janus, Kalissa scopre che è figlio del marito. Nonostante gli sforzi di Janus per mantenere Rat-Boy nella Squadra Segreta, Kalissa voterà per il reinserimento di Nottolo, dando origine anche ai loro problemi matrimoniali. Il rapporto tra Kalissa e Janus si sgretola totalmente quando lui cerca di ucciderla per impadronirsi di un disco col tracciato mentale del Rat-Boy, al fine di usarlo per eliminare il giovane supereroe. Kalissa riesce a sfuggirgli (procurandogli la famosa cicatrice sul viso) e a portare con sé il prezioso disco.
Venti anni dopo, Kalissa, a capo del centro ricerche Repetita Iuvant, utilizza il disco del tracciato mentale per creare cloni dell'ex Rat-Boy (Rat-Man). Il progetto ha durata molto breve: dopo sei mesi il Rat-Man originale riesce a liberarsi insieme ai suoi cloni ed a riassorbirli (eccetto uno: il Numero 6). In seguito al fallimento, Kalissa chiede aiuto a Janus, definito da lei "creatore del Rat-Man". Nulla si sa, al momento, sull'incontro tra i due, ma il fatto che Jan, nella storia Era mio padre, possieda il suddetto disco e, nel finale, uccida il Dottor Mung (altro partecipante al progetto Rinascita e successivamente collaboratore di Kalissa) fa temere il peggio sulla sua sorte.
Nella "nuova" linea temporale creata dalle alterazioni del tempo di Valker, Kalissa è ancora viva, e non è più in contatto con Valker da 15 anni. Nel momento in cui lei gli chiede di contattarlo, Tòpin propone a Valker di sacrificarla per liberare l'Ombra sullo spaziotempo, e Valker acconsente, accettando il suo invito.
Valker decide di "graziarla", ferendola gravemente al petto anziché ucciderla. Kalissa si ristabilisce, e partecipa all'ultimo piano degli scienziati di Altrove di fermare un Rat-Man unito all'Ombra mediante un clone di Aima, l'unica donna che Rat-Man abbia mai amato. Il piano fallisce, e Kalissa si affida a Valker che ricongiunge Rat-Man all'originale Aima ed alla figlia avuta con lei, Thea. Dopo la vittoria finale una Kalissa ancora viva ed in buoni rapporti con Valker viene invitata alle nozze tra Aima e Rat-Man, partecipandovi con Janus Valker.

### Dottor Mung
Il dottor Mung è uno dei ricercatori impegnati nei laboratori di Altrove. Si occupa della ricerca e della sperimentazione sugli animali, come si vede nell'Esalogia delle origini. Tra gli animali con cui Rat-Boy si diverte troviamo un gatto a due teste («Divertentissimo, quando gli mettevo il cibo sia a destra che a sinistra!»), e Poppy, il suo criceto preferito. Poppy è cieco, sordo, glabro e con le zampette posteriori amputate. Un giorno viene mangiato dal gatto a due teste («Quella di sinistra»), e Rat-Boy piange così tanto che il dottor Mung prende un altro criceto e nel giro di un'oretta crea "Poppy secondo". Si arriva fino a "Poppy sesto".
Del dottor Mung non si sa più niente fino alla storia Era mio padre, in cui si ritrova prigioniero di Janus Valker con in testa una macchina in grado di analizzare il tracciato mentale di Rat-Boy al cui interno Mung si aggira sotto le spoglie di Piccettino. Accertatosi che il ricordo del padre sia stato rimosso dalla memoria del figlio, Janus libera Mung e gli propone un gioco: se riesce a raggiungere la fine del corridoio prima che le ombre lo raggiungano gli sarà concessa la libertà. Mung ride sicuro di vincere, ma le regole non sono ancora finite: Valker gli spezza le ginocchia con un bastone e per il povero dottore non c'è scampo. Giunto a metà corrodoio Janus Valker spegne la luce e chiude la porta, abbandonando Mung alle ombre.

### Janus Valker
Janus Valker è la nemesi di Rat-Man.

## Altri

### Cinzia Otherside
Cinzia Otherside è una donna transessuale (non ha subito alcuna operazione), con un fisico muscoloso ed una predilezione per i completini leopardati.

### Fisso
Fisso è il cagnolino sfortunato di Cinzia; ad ogni occasione si scopre una sua nuova malattia o un suo nuovo handicap (ha una zampina di legno, vomita il rene ecc.). Compare per la prima volta nella storia I Fantastici.
Nel 2014 è stata realizzata e commercializzata una statua di Cinzia che tiene in braccio Fisso.

### Gessica Lòvebol
Gessica Lòvebol è una modella dal seno enorme, conosciuta da Rat-Man durante le vacanze al mare.

### Professor Klavius
Il professor Joseph Klavius era un professore che aveva incoraggiato Krik quando era ancora giovane di avere fede nei supereroi, perché potessero vincere contro l'Ombra. Cerca anche di infondere questa speranza nella gente tramite la pubblicazione di storie a fumetti, come Sorro. Malato di Alzheimer, muore anni dopo; il suo maggiordomo Arcibaldo cerca quindi una nuova persona da servire, trovando Rat-Man.

### Professor Schafausen
Il professor Schafausen è un personaggio che compare solo nella serie animata di Rat-Man: è uno scienziato della multinazionale Fraudolent.

### Ratto
Si tratta di un freddo guerrigliero mercenario, un altro Rat-Man le cui vicende si sviluppano parellelamente a quelle del supereroe della Città Senza Nome. I due universi si incontrano nella saga di Ratto e Rat-Man si ritrova faccia a faccia con Ratto, di animo vendicativo e spietato, in antitesi con quello di Rat-Man, buono e gentile. Nella Quadrilogia dei Sacrificabili Ortolani rivela, attraverso brevi flashback, alcuni dettagli sulle origini di Ratto: a differenza di Rat-Man ha sempre avuto la maschera (era già lì), è stato il secondo uomo ad entrare nella squadra mercenaria dei "Sacrificabili" e il nome di RATTO gli è stato dato proprio dal fondatore dei "Sacrificabili" chiamato "IL VECCHIO" (il Clint Eastwood di Gunny, dotato dell'autobus corazzato di L'uomo nel mirino), quando lo ha reclutato nella sua squadra.

### Svarzeneggher
Svarzeneggher, chiamato anche semplicemente Svarz o Svarzy, è il cane di Tadeus Brakko, che gli vuole molto bene malgrado non sia molto fedele.
Nella storia L'incredibile Ik!, dove compare per la prima volta, il suo padrone lo descrive come un incrocio tra un bulldog e un hot dog, e rivela di averlo addestrato personalmente. Le storie successive mostrano un cane dal fiuto, dall'intelligenza e dalla fedeltà poco sviluppati, esattamente il contrario di un cane tipico. Frequenti sono le gag con il suo padrone (anch'egli dipinto come uno stupido da Leo Ortolani) dove spesso il cane preferisce fare i suoi interessi danneggiando fisicamente (spesso volontariamente) il povero Brakko. Nella Trilogia del Ragno si scopre l'origine di Svarz: Brakko era entrato nel negozio di animali "Cani e gatti" per prendere «un cagnolino affettuoso, vivace e intelligente». Potendo spendere solo 75 centesimi, però, l'unico cane accessibile a quella cifra era un cane condannato alla sedia elettrica. Dopo anni in cui non compariva più nelle storie di Rat-Man, Svarz ricompare nel 2014 nella storia L'ora più buia: Brakko spiega come la sua lunga assenza fosse dovuta a una scuola canina a cui l'aveva portato, sperando vanamente che imparasse a comportarsi bene. In realtà Ortolani ha dichiarato che dal punto di vista narrativo l'assenza fosse dovuta al fatto che aveva avuto a che fare con «storie ambientate in altre realtà o in altri luoghi, o [...] così tanti personaggi in ballo che non avevo spazio da dedicargli».
Svarz compare nella saga di Star Rats come Woki, personaggio parodia di un Wookiee, compagno di Brankio Karnissian (a sua volta un incrocio di Brakko e Lando Calrissian). Si comporta in modo incredibilmente avido pensando solo a far soldi sulla pelle del padrone. Compare inoltre nella serie animata di Rat-Man in qualche episodio.

### Tamara
Una transessuale, Cinzia la conoscerà una volta arrivata alla Città Molto Grande per prostituirsi. Tamara diventerà presto la migliore amica e confidente di Cinzia, ascoltandola parlare di tutti i suoi problemi (specie l'amore impossibile per Rat-Man), anche se a volte le capita di rispondere con qualche battuta sarcastica. Nel tentativo di conquistare Rat-Man, sarà Tamara a suggerire a Cinzia di indossare una fluente parrucca bionda, che manterrà per tutta la serie. Come Cinzia, ha una preferenza per gli abiti leopardati, ma a differenza dell'amica si è fatta operare per avere un seno e conquistare così gli uomini.
Tamara compare anche nella storia immaginaria Il Signore dei Ratti nei panni della Regina Tamara, equivalente di Elrond, regnante del popolo delle elfe.

## Televisione
Spesso appaiono dei programmi televisivi demenziali che fanno da sfondo alla vita della Città Senza Nome.

### Bob Favazzi
Un esploratore naturalista e zoofilo, parodia dei vari documentari avventurosi. Il suo slogan è "Sono Bob Favazzi e tocco gli animali!"
Spesso incontra animali strani e bizzarri come la scimmia-sedia e tenta sempre di baciarli e corteggiarli. Nello speciale Il Rat-Man Enigmistico appare una sua storia, alla fine della quale viene arrestato per molestie sessuali ad una folaga.

### Giacotto
Parodia di Roberto Giacobbo, conduce la trasmissione Misterius, in cui spiega i misteri dell'universo con ragionamenti campati in aria e senza senso logico. È stato protagonista della storia Misterius - Speciale scienza! pubblicato nel 2013.

### Maga Ornella
Un'anziana chiaroveggente che conduce una trasmissione in cui legge le carte, ma quando qualcuno la chiama tenta sempre di perpetrare i suoi scopi, come vendere una Fiat 128 rossa o sistemare i clienti con un tale Sergio Toffanelli.
Caratteristica della Maga Ornella e dei suoi clienti è di usare dei modi di dire tipicamente meridionali, come stare invece di essere.